# كارستن نيبور
كارستن نيبور (بالألمانية: Carsten Niebuhr) مستكشف ورياضياتي وعالم خرائط ألماني عمل في خدمة الدولة الدنماركية، عاش في الفترة ما بين 17 مارس 1733 - 26 أبريل 1815 ولد كارستن نيبور في قرية بشمال غرب ألمانيا في سكسونيا السفلى، عمل فلاحاً في مزرعته أول سنين حياته، ثم أظهر ميلا لدراسة الرياضيات وتلقى بعض الدروس في علم المساحة والخرائط.

## البعثة الدنماركية إلى العربية (1761-1767)
اقترح أحد أساتذته أن يشارك نيبور في رحلة علمية أمر بها الملك فردريك الخامس ملك الدنمارك سنة 1760م، وكان هدف الرحلة كتابة تقرير علمي واجتماعي شامل عن الجزيرة العربية وسوريا ومصر، وافق نيبور على الاقتراح وانخرط في دورة لمدة عام ونصف تقريبا درس بها علم الرياضيات والمساحة والخرائط وبعض الدروس في اللغة العربية بشكل مكثف ليتأهل لموقعه في البعثة كماسح وراسم للخرائط.
كانت البعثة تحت رعاية عالم النبات بيتر فورسكول وفقيه اللغة فون هافن. الأعضاء الآخرون هم الرسام باورنفايند، طبيب ومهندس. ومع مطلع العام التالي (كانون الثاني 1761م) أبحرت الحملة، لتصل إلى الإسكندرية، ثم القاهرة، ثم جبل سيناء.
وفي عام 1762م غادر نيبور إلى السويس ووصل منها إلى جدة، ومن جدة إلى مكة ثم المخا في اليمن الذي سمي العربية السعيدة منذ العصر العتيق.
لقد كتب نيبور عن كل المناطق التي زارها، ورسم خرائطا لها، وتحدث عن السكان والقبائل والمذاهب والأديان، وقد طالت فترة بقائه في اليمن فزار صنعاء وبيت الفقيه وابو عريش وغيرها.
أصيب اثنان من رفقاء نيبور بالملاريا والتي لم تكن مرضا يعالجُ في تلك الأيام بل أن نيبور نفسه أصيب بمرض خطير ولكنه تحامل على نفسه وانتقل إلى الهند وفي الباخرة التي كانت تقله ورفيقيه فارق رفيقاه الحياة ليكمل رحلته إلى الهند وحيداً إلى أن شُفي كما يقول هو باتباع العادات الغذائية السائدة، مع العلم أن نيبور هو الشخص الوحيد الذي عاد سالماً من أفراد البعثة في نهاية المطاف.
عاد نيبور من الهند إلى مسقط عاصمة عمان، وتجول بها وكتب عنها، ثم زار إيران، ومنها انتقل إلى العراق فمكث في بغداد فترة طويلة نسبيا، وفي عام 1767م زار نيبور إسطنبول، ثم فلسطين، ومنها أبحر إلى قبرص ليعود إلى كوبنهاغن يوم 20 نوفمبر 1767. هنا وجد أن الملك فريدريك الخامس قد توفي والبعثة نسيت. فليس له سوى وسائله الشخصية لإبلاغ أوروبا بالاكتشافات العلمية للبعثة التي عاد الناجي الوحيد منها. فنشر كتابه «وصف الجزيرة العربية» ومذكرات بيتر فورسكول  وباورنفايند. اضطر ببيع المزرعة العائلية من أجل تغطية تكاليف النشر. كما وضع تحت تكليف المكتبة الملكية بكوبنهاجن 116 مخطوطة عربية وعبرية اشتراها فون هافن في اليمن، وهي ما زالت إلى اليوم محفوظة هناك.

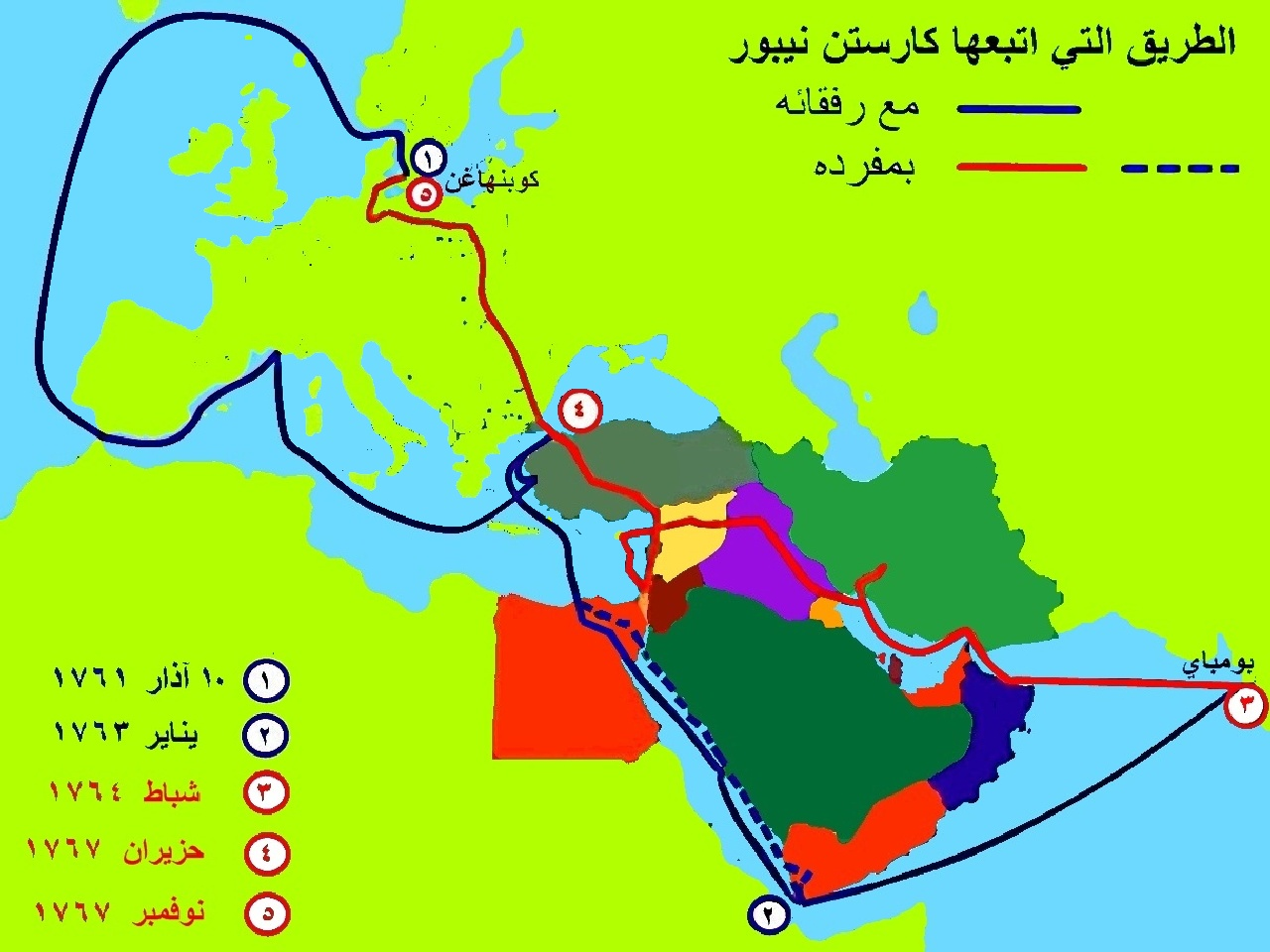
مسار رحلة كارستن نيبور أثناء البعثة

## مسيرته بعد الرحلة
تزوج نيبور عام 1773م، تنقل بين عدة مناصب عسكرية في كوبنهاغن حتى عام 1778م عندما استلم منصبا مدنيا رفيعاً في مقاطعة هولشتاين، بقي نيبور هناك حتى حانت وفاته سنة 1815م.

## مؤلفاته
- المجلد الأول : وصف الجزيرة العربية، نُشر في كوبنهاغن بلغة هولندية سنة 1772 م، يشتمل على وصف كامل للجزيرة العربية وأسماء مدنها وقراها في نجد والحجاز والأحساء وشبه جزيرة سيناء، مع ذكر القبائل العربية والأمراء والأعيان والمذاهب الدينية السائدة، وزين نيبور هذا المجلد بعشرات الصور التي رسمها عن الزي واللباس وحتى خرائط المدن والمناطق.
- المجلد الثاني : (رحلات إلى بلاد العرب وبلدان أخرى محيطة بها)، نُشر عام 1774 م، وقد اعاد أحد أبناء نيبور نشر هذا المجلد سنة 1837 م، واضاف إليه بعض ابحاث رفيق نيبور (فورسكال) وهو عالم الأحياء النباتية، وهذا المجلد تم ترجمته إلى العربية بواسطة: عبير المنذر، واصدرته دار الانتشار العربي سنة 2007 م.
- المجلد الثالث : اختصار الإنجليزي روبرت هيرون لمؤلفات نيبور، تم طبعه سنة 1792 م في مدينة ادنبرة، الاختصار كان مخلا جدا بمادة المؤلف، ولكن يبدو أنه مناسب لحصول المؤسسات الأكاديمية على ماترغبه من معلومات تهم أوروبا بالتحديد.

## مشاريع أخرى
- مجموعة من الصور الجيدة من Wikimedia Commons

## وصلات خارجية
- كارستن نيبور على موقع الموسوعة البريطانية (الإنجليزية)
- الرحلة العربية 1761-1767 ستي. ت. راسموسن
- رسوم إيضاحية للرحلة إلى العربية / باورنفايند BnF Gallica
- شريط تلفزيوني وثائقي من برنامج Terra X إخراج لمحطة ZDF – الحلقة 51 : Die Weihrauch-Connection - Expeditionen im Jemen , von Helga Lippert ، التي تم بثها على محطة ARTE يوم 24 أيار1997 على الساعة 20:45, وأعيدت إيذاعتها على محطة ZDF يوم 2 نوفمبر 1997 على الساعة 19:30 - شاهد على يوتيوب الحلقة كاملة 43 دقيقة باللغة الألمانية